# Baeza
Baeza este un oraș în Spania în comunitatea Andaluzia, în provincia Jaén.
Ansamblurile monumentale renascentiste din Baeza au fost înscrise în anul 2001 pe lista patrimoniului cultural mondial UNESCO.